# Biscroma

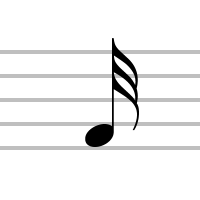
Una biscroma

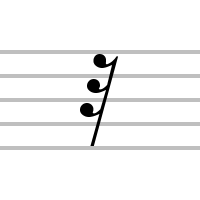
La pausa relativa

Nella notazione musicale, la biscròma o trentaduesimo è un valore musicale eseguito con la durata pari a un trentaduesimo del valore dell'intero. Corrisponde quindi a metà della semicroma.
È rappresentata da un cerchio (o ovale) pieno con un'asticella verticale sul lato destro se rivolta in alto, sul lato sinistro se rivolta in basso e tre virgole (una linea ondulata).
La pausa corrispondente al valore della biscroma è rappresentata da una stanghetta posta all'interno del pentagramma, leggermente inclinata verso destra, con tre riccioli equidistanti a sinistra.